# 메리☆크리: 10년만의 화이트 크리스마스
《메리☆크리: 10년만의 화이트 크리스마스》(일본어: メリ☆クリ〜10年ぶりのホワイトクリスマス〜)는 Whirlpool에서 제작, 2008년 12월 28일에 출시한 성인용 연애 어드벤처 게임이다.

## 등장인물
- 토마 신야 (冬馬信矢)
- 세이야 마시로 (征夜ましろ)
- 세이야 메구미 (征夜恵)
- 오토기 키라라 (乙樹キララ)